# Frantschach-Sankt Gertraud
Frantschach-Sankt Gertraud, Frantschach-St. Gertraud – gmina targowa w Austrii, w kraju związkowym Karyntia, w powiecie Wolfsberg. Liczy 2652 mieszkańców (1 stycznia 2015).